# دامين كيلي
دامين كيلي (بالإنجليزية: Damaen Kelly)‏ مواليد 18 أغسطس 1976 في بلفاست، هو ملاكم أيرلندي يصنف ضمن فئة وزن الديك بدأ مسيرته الاحترافية سنة 1997. شارك في دورة الألعاب الأولمبية الصيفية سنة 1996.

## إحصائيات
خاض خلال مسيرته 25 نزالا، فاز في 22 ولم يتعادل وخسر في 3. فاز بالضربة القاضية في 10 نزالا.

## روابط خارجية
- دامين كيلي على موقع بوكس ريك (الإنجليزية) (registration required)
- دامين كيلي على موقع أوليمبيديا (الإنجليزية)
- دامين كيلي على موقع اتحاد ألعاب الكومنولث (مؤرشف) (الإنجليزية)